# St. Martin (Roßendorf)

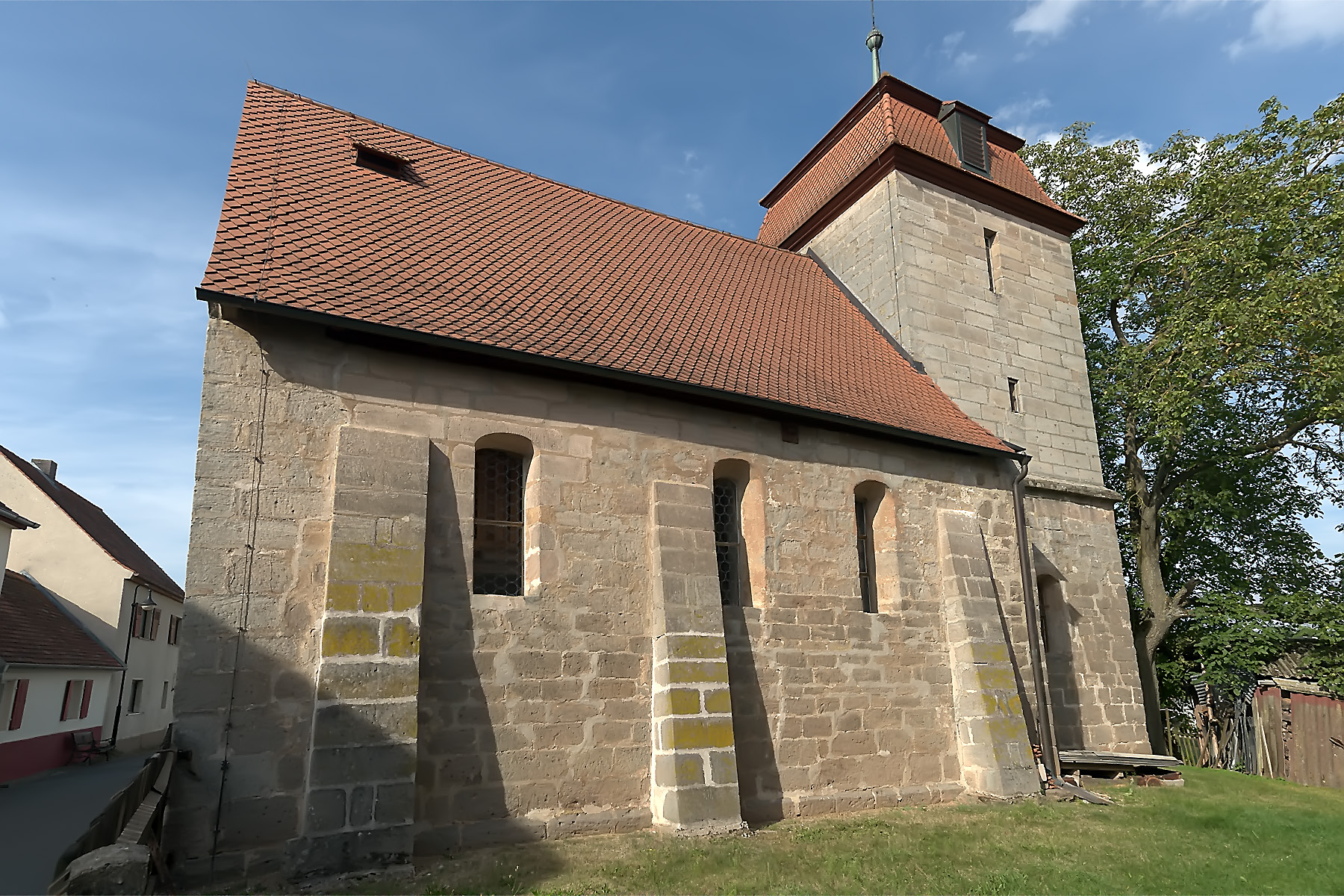
St. Martin (Roßendorf)

Die denkmalgeschützte, evangelisch-lutherische Filialkirche St. Martin steht in Roßendorf, einem Gemeindeteil des Marktes Cadolzburg im Landkreis Fürth (Mittelfranken, Bayern). Die Kirche ist unter der Denkmalnummer D-5-73-114-56 als Baudenkmal in der Bayerischen Denkmalliste eingetragen. Die Kirche gehört zur Pfarrei Langenzenn im Dekanat Fürth im Kirchenkreis Nürnberg der Evangelisch-Lutherischen Kirche in Bayern. Namensgeber der Kirche ist Martin von Tours.

## Beschreibung
Der Chorturm der Saalkirche stammt im Kern aus dem späten 14. Jahrhundert. Er wurde im späten 18. Jahrhundert neu aufgebaut und mit einem Mansardwalmdach bedeckt. Das an ihn angebaute, mit einem Satteldach bedeckte Langhaus wurde 1681 erneuert. Der Chor, d. h. das Erdgeschoss des Chorturms, ist mit einem Kreuzrippengewölbe überspannt, das Langhaus mit einem hölzernen, trapezförmigen Tonnengewölbe. Die Predella und der Schrein des nördlichen Seitenaltars stammen von einem um 1500 gebauten Flügelaltar, von dem jedoch nur die Mitteltafel mit den Skulpturen des Hl. Martin als Bischof mit dem Bettler zu seinen Füßen, flankiert von einem Bischof und von Johannes, dem Evangelist. 